# 明史講義
《明史讲义》，历史学家孟森的代表作之一。
本书是孟森在1930年代在北京大学历史系授课时的讲义，后由其弟子商鸿逵整理，中华书局1981年出版，但有刪改。中华书局2006年再版的版本是目前最佳的版本，已将先前删节之文字还原。另，此書在台灣由華香園出版社印行，根據的版本是楊聯陞所收藏的北大講義，未曾刪改，但校訂不佳。